# Royal Canadian Navy

Bandera jednostek pomocniczych

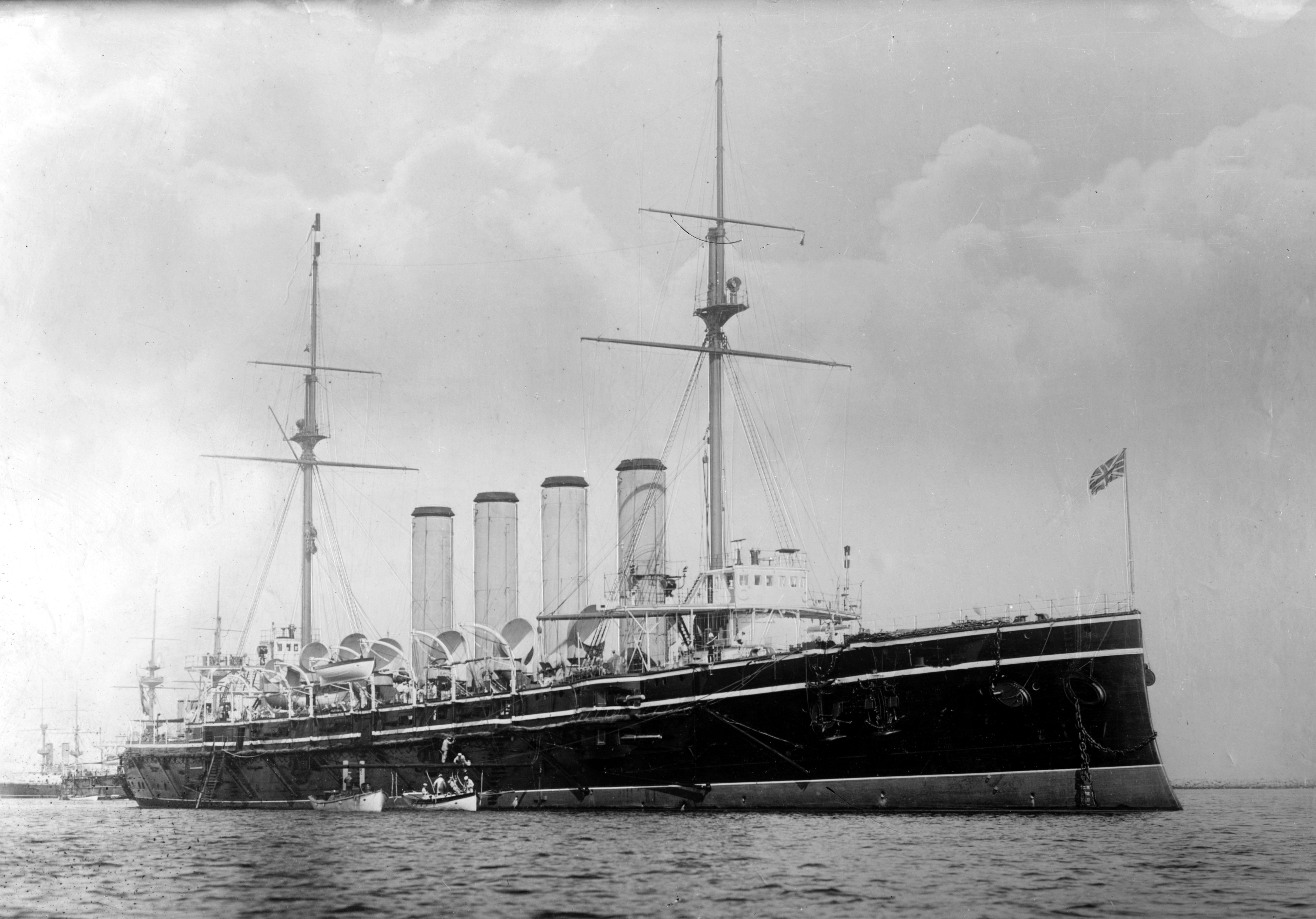
Krążownik HMCS "Niobe", drugi okręt Royal Canadian Navy, zwodowany w 1897 dla brytyjskiej Royal Navy i przejęty przez Kanadę w 1910.

Royal Canadian Navy (RCN, fr. Marine royale canadienne, Królewska Kanadyjska Marynarka Wojenna) – marynarka wojenna Kanady, działająca niezależnie od 1911. Od 1968 do 2011 kiedy kanadyjskie rodzaje sił zbrojnych zostały scalone by stworzyć Canadian Forces, czyli Siły Zbrojne Kanady, w ramach nowej organizacji zadania floty prowadziło Canadian Forces Maritime Command (Dowództwo Morskie). RCN nie posiada własnego lotnictwa, jej samoloty patrolowe i śmigłowce należą do Royal Canadian Air Force. Obecny potencjał Royal Canadian Navy dorównuje niemieckiej Deutsche Marine, czy hiszpańskiej Armada Española. Wszystkie jej jednostki wykorzystują napęd konwencjonalny. Nazwy kanadyjskich okrętów marynarki poprzedzane są skrótem HMCS, czyli His Majesty's Canadian Ship.

## Modernizacja
Obecnie priorytetowe dla RCN jest zastąpienie typu Protecteur dwoma nowymi okrętami o planowanej wyporności około 28 tys. ton. W ramach wieloletniego programu modernizacji sił morskich rząd Kanady wyda 35 mld USD na zbudowanie 137 jednostek dla marynarki i straży wybrzeża. Plan zakłada pozyskanie dla Marynarki Wojennej w ciągu 20 lat 2 okrętów zaopatrzeniowych, 6 patrolowców arktycznych i 15 nowych fregat dla zastąpienia wszystkich obecnych okrętów wojennych, Straż Przybrzeżna powinna otrzymać lodołamacz i 4 okręty badawcze, powstanie także ponad 100 małych łodzi do zadań patrolowych lub ratowniczych. Wszystkie statki zbudują kanadyjskie stocznie.

## Okręty
Okręty podwodne typu Victoria to przejęte od Royal Navy, a dostarczone na początku lat 90. okręty podwodne typu Upholder (RN wykorzystuje tylko atomowe OP). Dotychczas wycofano trzy z czterech niszczycieli typu Iroquois,jedynym jaki pozostał jest HMCS „Athabaskan”. Do 2017 roku wszystkie fregaty typu Halifax przejdą modernizację skupiającą się na wymianie radarów, elektroniki i systemów walki oraz zainstalowaniu pocisków RIM-162 Evolved Sea Sparrow w miejsce starszych RIM-7.
- 12 fregat rakietowych typu Halifax (1992-)
- 1 niszczyciel typu Iroquois (1972-)
- 4 okręty podwodne typu Victoria (2000-)
- 12 okrętów patrolowych typu Kingston (1996-)
- 1 żaglowiec szkolny HMCS Oriole (1951-)
- 8 okrętów szkolnych typu Orca (2006-)
- 24 niebojowe jednostki pomocnicze (CFAV - Canadian Forces Auxiliary Vessel)